# Mamungkukumpurangkuntjunya Hill
Mamungkukumpurangkuntjunya Hill is een heuvel in Zuid-Australië, circa 109 km van het service station Marla. De naam Mamungkukumpurangkuntjunya, betekent 'waar de duivel urineert' in het dialect van de Pitjantjatjaras.